# 周世鋒
周世鋒，Zhou Shifeng（1964年11月18日—），河南安陽縣人，中国維權律师，北京锋锐律师事务所创办人，律所负责人。自1995年起執業，所主持的北京鋒銳律師事務所常代理包括法輪功等維權案件。2015年7月10日，中華人民共和國公安部大規模抓捕維權律師，周世鋒的事務所成為重點目標。2008年曾代表三鹿毒奶粉受害人控告三鹿集團，但法庭不予受理。

## 生平
周世锋1964年11月18日出生在河南省安阳县伦掌乡西柏涧村，1985年至1987年就读安阳师范学院，1987年至1990年在安阳县水冶镇中学任教，1990年至1993年在安阳县一中任教；1993年至1995年北京大学读法学硕士学位研究生，1995年至2000年在安阳师林律师事务所工作，2000年至2007年在北京正平律师事务所执业，期间获得澳门科技大学法学院博士学位。2007年4月，成立个人独资的律师事务所——北京周世锋律师事务所（2010年更名为北京锋锐律师事务所）。2014年受德国时代周报（Die Zeit) 委托，为驻北京记者新闻助理张淼担任辩护律师。张淼在2014年10月因为报道香港占中活动被逮捕，在秘密关闭的单间受到酷刑。
周世锋经常帮助中国大陆弱势群体代理民告官的案件，曾代理过2001年石家庄爆炸案、2008年三聚氰胺毒奶粉案等。在锋锐所律师们的推动下，撤销了关押法轮功学员的建三江。周世锋被认为是幕后总指挥。2015年，成立“聂树斌案律师独立观察组"，欲出资800万人民币建立“中国律师维权基金”，以向全国各地受迫害律师家属提供资助。

## 逮捕获刑
北京鋒銳事務所有多位著名維權律師，例如王宇、王全璋、劉曉原、李昱函、谢燕益、李和平等，前央视电视台记者谢远东、原全国人大常委会信访局副局长黄立群、李姝云、刘四新（博士后）、屠夫（吴淦）、赵威（考拉）等一百余人。2015年7月9日星期五凌晨，自王宇一家被警方带走。当晚，周世锋当事人张淼和其他同案人朱雁光、追魂、王藏不予起诉释放，离开通州看守所。周世锋在宋庄为众人接风洗尘。当晚留宿在宋庄当地7天连锁酒店。第二天7月10日7:00，周世鋒在酒店房间被三个男人蒙头绑架。事務所被公安搜查。包括滕彪、郑恩宠、李方平、葛文秀等上百位中國律師發表聲明「刑訊逼供、濫用職權必遭天譴」，譴責公安警方逮捕律师的行為，民間發起《徵集公民聯署：聲援王宇，將死磕進行到底》救援。在48小時內，逾57位維權律師及人權活動家被失蹤、傳喚、限制人身自由、約談。北京锋锐律师事务所成重點目標，周世锋律师、王宇律师、刘晓原律师、会计王方、刘四新律师、司机周庆等多人被抓捕并与外界失去联系，維權網11日向聯合國、國際人權機構、各國政府發出「關注人權危機」的緊急呼籲。
2016年1月8日，以“颠覆国家政权罪”被逮捕，关押在天津市第一看守所。2016年7月15日，天津市人民检察院第二分院以涉嫌“颠覆国家政权罪”起诉周世锋、胡石根、翟岩民、勾洪国。8月4日，天津市第二中级人民法院一审宣判，周世锋犯颠覆国家政权罪，判处有期徒刑7年，剥夺政治权利5年。他当庭表示接受法庭审判，认罪悔罪，不上诉。开庭前日，法院声称周世锋不希望亲友旁听庭审，但其实他的家属想去天津，却被警方控制在家中。
2016年8月4日，国际特赦组织发布新闻稿表示：中国当局必须停止对人权律师和活动人士的残酷打压。当局目前这一波对律师和活动人士的庭审实际上是一出政治把戏。在他们走进法庭之前，他们的命运就已经被决定了，根本没有机会获得公正的庭审。
2022年9月24日，周世锋律师刑满获释。出狱后马上于家中发表声明，指傅政华、孙力军蓄意制造709冤案，将重新对709案提起控告。对于昔日北大研究生同窗傅政华、孙力军先后被判重刑，周世锋表示，他对曾经得势一时的同学落得这个下场感到惋惜，但这是一种因果报应的关系，他坚信邪不压正。
他说：“首先我和傅政华是同学。对他被判刑感到惋惜，但是法律从长远来说，从历史来说是公正的。同学这种一些感情也好，友谊也好，不能代替法律。法律对他的审判，也是一种回答，也是法律代表人民的意志也好，从神学来讲，代替上帝的意志也好，这都是一种因果关系。但是，我就说了，这仅仅是一个过程。傅政华，包括原公安部副部长、国内安全保卫局局长孙力军被判刑，这仅仅是反腐败过程中的一个阶段，一个事件。它不是结束，而是继续。不会就此罢休。正义的声音不会被压抑下去。正义的行为不可能被邪恶所战胜。正义永远是战胜邪恶的，无非是时间长短的问题。”

## 作品
《賄賂犯罪若干問題研究》
《玩忽職守犯罪研究》
《誰來保護農民的土地》

## 外部連結
- 北京鋒銳法律事務所-周世鋒
- 周世鋒WEIBO微博